# Vranov nad Topľou
Vranov nad Topľou (do 1927 i od 1944 do 1969 Vranov, niem. Frö(h)nel/Vronau an der Töpl, węg. Varannó) – miasto powiatowe we wschodniej Słowacji, w kraju preszowskim, w historycznym regionie Zemplin.

## Położenie
Vranov nad Topľou leży na wysokości 132 m n.p.m., w dolinie Topľi, u zbiegu Niziny Wschodniosłowackiej, Pogórza Ondawskiego i Gór Tokajsko-Slańskich. Liczba mieszkańców miasta w 2011 roku wynosiła 23 250 osób, powierzchnia – 34,37 km². Dzielnica Vranowa położona na zachód od Topľi nosi nazwę Čemerné.
Przez Vranov przebiega jedna z najważniejszych dróg Słowacji – droga krajowa nr 18, oprócz tego zbiegają się tam liczne drogi lokalne – nr 553 do Trebišova, nr 557 do Stropkova, nr 558 do Humennégo i nr 576 do Bohdanovec (w kierunku Koszyc). We Vranovie zbiegają się również linie kolejowe z miasta Strážske, z Trebišova i z Preszowa.

## Historia

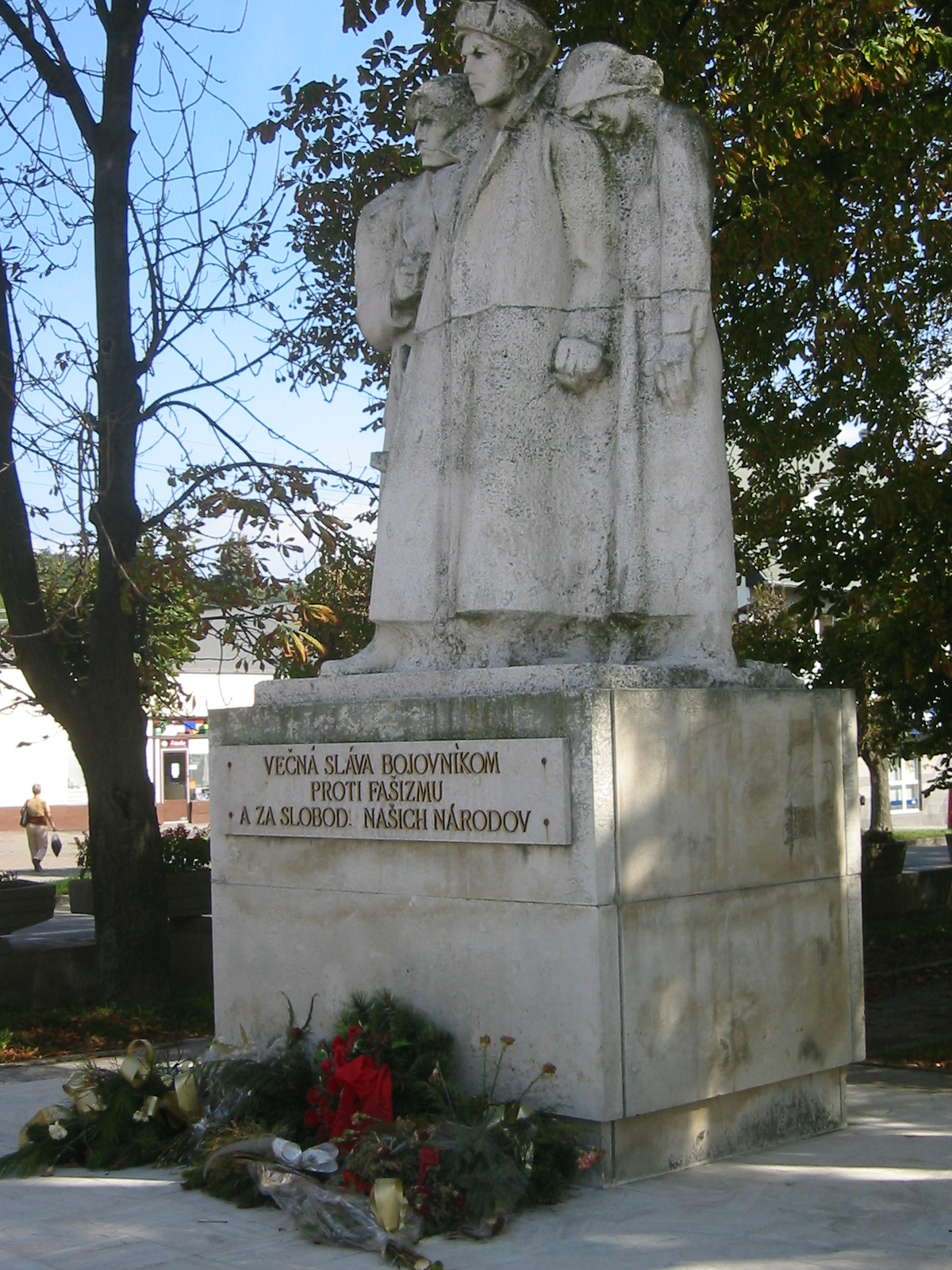
Pomnik uczestników słowackiego powstania narodowego

Z badań archeologicznych wynika, że okolice Vranova były zamieszkane już w VII wieku. Kościół parafialny istniał już w 1314. Pierwsze wzmianki o mieście pochodzą z lat 1333–1337. Jeszcze w I połowie XIV w. Vranov stał się osadą targową, wyposażoną przez króla Węgier Ludwika w prawo wolnego handlu. Data nadania Vranovowi praw miejskich nie jest znana, jednak już w liście króla Zygmunta z 1410 r. jest wzmiankowany jako miasto. W XV wieku Vranov przeobraził się w ośrodek rzemiosła i handlu, wzrastając w miarę wzrostu znaczenia szlaku handlowego z Polski na Węgry przez Przełęcz Dukielską. Vranov został mocno dotknięty zniszczeniami podczas wojen w XV i XVI wieku. Od 1523 r. należał do magnackiego rodu Batorych, od 1617 do rodu Drugethów, od 1684 do rodu Bárkoczy. W XVIII wieku miasto doznało zniszczeń w walkach powstań antyhabsburskich oraz w katastrofach naturalnych (pożar w 1718, trzęsienia ziemi w 1778 i 1779). Podczas wschodniosłowackiego powstania chłopskiego w 1831 r. Vranov znalazł się w centrum walk, był okupowany i rabowany przez buntowników. Na początku XIX wieku Vranov podupadł i stał się typowym miasteczkiem rolniczym. Region dotknęła masowa emigracja – ludność powiatu spadła z 23,3 tys. osób w 1858 do 22,2 tys. w 1895. W 1910 ludność miasta liczyła 2,1 tys. osób, z czego 1,4 tys. Węgrów, 0,6 tys. Słowaków i 0,1 tys. Niemców. Upadek miasta trwał przez cały XIX wiek, pogłębiła go jeszcze I wojna światowa. Vranov nie został zniszczony, ale znalazł się na bezpośrednim zapleczu frontu karpackiego. Impulsem do rozwoju miasta okazało się dopiero otwarcie linii kolejowej do Trebišova w 1939 r. W okresie kampanii wrześniowej we Vranowie mieścił się sztab dowodzenia tzw. Rychlej Skupiny „Kalinčiak”, biorącej udział w agresji na Polskę. Po wojnie rządy komunistyczne zaznaczyły się w mieście budową zakładów przemysłowych. Do dziś przetrwały zakłady chemiczne Bukóza i odzieżowe Slovenka oraz kilka zakładów produkcji żywności i materiałów budowlanych.

## Zabytki
- gotycki kościół z XIV wieku, przebudowany w XVI i w XVIII wieku,
- barokowy klasztor paulinów z 1718,
- klasycystyczny dwór z XVIII wieku, wzniesiony na miejscu starszego średniowiecznego zamku.

## Osoby związne z miastem
- Z Vranova pochodzi Ján Figeľ – komisarz europejski ze Słowacji.
- W 1622 r. zmarł we Vranovie Márton Szepsi Csombor (ur. 1595) – węgierski pastor, podróżnik, autor pierwszej węgierskiej książki podróżniczej[5].